# ZaterdagavondJURK!
ZaterdagavondJURK! is een televisieshow van Dennis van de Ven en Jeroen van Koningsbrugge dat uitgezonden werd op RTL 4. Dennis en Jeroen zijn de presentatoren, acteurs en zangers in dit programma met liedjes, sketches, serieuze interviews en typetjes. Iedere week hebben zij twee gasten, die ook meerdere rollen vervullen in de uitzending van die week. Het programma had één seizoen van zes afleveringen.

## Seizoen 1
| Afl. | Uitzenddatum  | Gasten            |                      |
| ---- | ------------- | ----------------- | -------------------- |
| 1    | 12 april 2014 | Chantal Janzen    | Peter Heerschop      |
| 2    | 19 april 2014 | Georgina Verbaan  | Jan Jaap van der Wal |
| 3    | 26 april 2014 | Bastiaan Ragas    | Anne-Marie Jung      |
| 4    | 3 mei 2014    | Guus Meeuwis      | Beertje van Beers    |
| 5    | 10 mei 2014   | Lieke van Lexmond | Gers Pardoel         |
| 6    | 17 mei 2014   | Maxim Hartman     | Kim Feenstra         |